# Pembroke (Maine)
Pembroke és una població dels Estats Units a l'estat de Maine (EUA). Segons el cens del 2000 tenia 879 habitants.

## Demografia
Segons el cens del 2000, Pembroke tenia 879 habitants, 376 habitatges, i 263 famílies. La densitat de població era de 12,4 habitants/km².
Dels 376 habitatges en un 27,9% hi vivien nens de menys de 18 anys, en un 57,4% hi vivien parelles casades, en un 8,8% dones solteres, i en un 29,8% no eren unitats familiars. En el 26,1% dels habitatges hi vivien persones soles el 13,3% de les quals corresponia a persones de 65 anys o més que vivien soles. El nombre mitjà de persones vivint en cada habitatge era de 2,34 i el nombre mitjà de persones que vivien en cada família era de 2,75.
Per edats la població es repartia de la següent manera: un 22,6% tenia menys de 18 anys, un 4,9% entre 18 i 24, un 26,5% entre 25 i 44, un 26,3% de 45 a 60 i un 19,7% 65 anys o més.
L'edat mediana era de 42 anys. Per cada 100 dones de 18 o més anys hi havia 89,4 homes.
La renda mediana per habitatge era de 23.365 $ i la renda mediana per família de 27.875 $. Els homes tenien una renda mediana de 35.972 $ mentre que les dones 21.544 $. La renda per capita de la població era de 12.382 $. Entorn del 14,6% de les famílies i el 20,7% de la població estaven per davall del llindar de pobresa.